# Aenigmatistes reichenspergeri
Aenigmatistes reichenspergeri är en tvåvingeart som beskrevs av Schmitz 1953. Aenigmatistes reichenspergeri ingår i släktet Aenigmatistes och familjen puckelflugor. Inga underarter finns listade i Catalogue of Life.